# Спасо-Преображенский собор (Торжок)
Спасо-Преображенский собор — православный храм в городе Торжке Тверской области. Подворье Новоторжского Борисоглебского монастыря Тверской епархии Русской православной церкви. Памятник русского культового зодчества эпохи ампира. Возведён на берегу реки Тверцы в 1815—1822 годах. Храм входит в ансамбль собора Спаса Преображения и церкви Входа Господня в Иерусалим.

## История собора
Первые упоминания о соборе Преображения Господня в Торжке относятся к 1163 году. В те годы на правом берегу реки располагалось «нижнее городище».
В 1238 году он сгорел во время войны с татаро-монголами. Позже, в 1364 году возродился на пожертвования новгородских и тверских купцов уже как каменный, освященный в честь Преображения Господня. В 1372 году собор горел. В 1408 году храм обрёл свою святыню — мощи святой благоверной княгини Иулиании Вяземской (Новоторжской).
Похоронили мощи Иулиании у южных ворот собора (в 1906 году около её гробницы основали пещерный храм).

## Современный храм

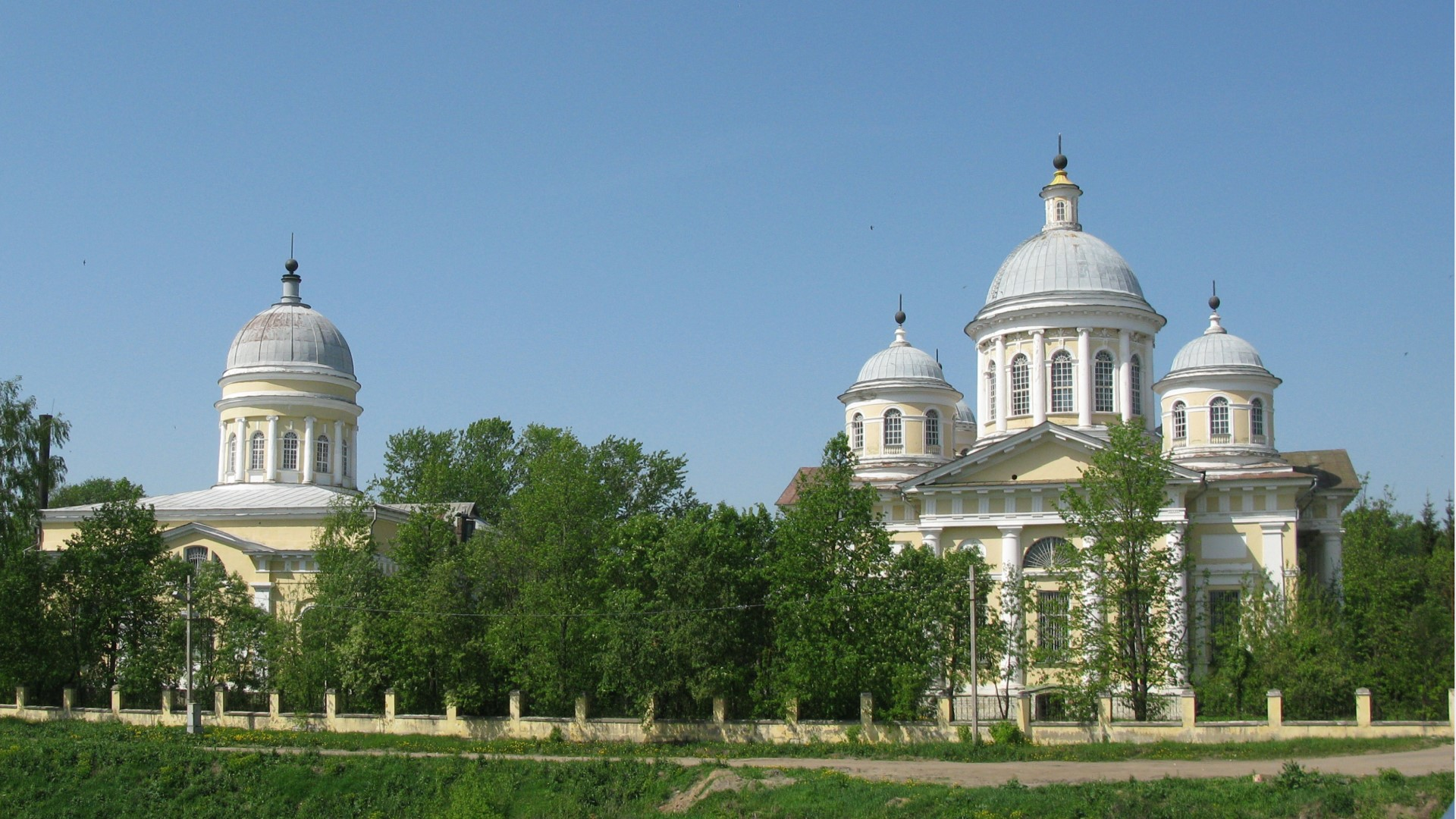
Вид комплекса в 2014 году.

В начале XIX века старый обветшалый собор по благословлению Тверского архиепископа разобрали. В 1812 году началось строительство нового Спасо-Преображенского собора, собор строился около 10 лет. Получился собор напоминающий нынешний Исакиевский в Санкт-Петербурге, хотя проект видимо основывался на соборе Вознесения Господня в Софии (построен в Царском Селе в 1788 году). В 1841—1842 годах у южной стороны неотапливаемого собора была построена тёплая церковь в честь Входа Господня в Иерусалим (архитектор Иван Федорович Львов). Новая одноглавая церковь была построена на пожертвования церковного старосты купца Уварова.
По архитектуре пятикупольное здание собора с дорическими портиками типично для той эпохи. Известно[кому?], что строительные работы курировал Иван Мокшев. Местные краеведы не исключают, что проект разработал столичный архитектор Карл Росси. Оба храма — Спасо-Преображенский и Входоиерусалимский — оригинально контрастируют и дополняют друг друга. Богослужения в храмах были прекращены в 1930 году, вслед за тем была снесена соборная колокольня.
С 2018 года Спасо-Преображенский собор был снова открыт для прихожан.